# Марія Гефль-Ріш
Марія Гефль-Ріш (до шлюбу Ріш; нім. Maria Höfl-Riesch, нар. 24 листопада 1984 року, Гарміш-Партенкірхен) — німецька гірськолижниця, дворазова олімпійська чемпіонка 2010 року в суперкомбінації та слаломі, чемпіонка світу 2009 року в слаломі. Наразі одна з найвищих гірськолижниць у Кубку світу.

## Кар'єра

### Ранні роки
Народилася у Гарміш-Партенкірхені, одному з найголовніших гірськолижних центрів Німеччини. Це сприяло тому, що вже у дитинстві Ріш встала на лижі. Спортивний талант у Марії помітив її батько, а до великого спорту пробитися допоміг її дядько, Вольфганг Ціммерер, уславлений бобслеїст, переможець Олімпійських ігор та чемпіонатів світу. Першу перемогу Марія здобула в п'ять років, у 14 років вона стала віце-чемпіонкою Deutsche Schulermeisterschaft (шкільний чемпіонат Німеччини). Ще через два роки вона дебютувала на етапі Кубку світу, а у 2004 році — здобула першу перемогу. На юніорському рівні Ріш стала п'ятиразовою чемпіонкою світу (2001 — комбінація, 2002 — супергігант, 2003 — комбінація, 2004 — швидкісний спуск і гігантський слалом).

### Початок дорослої кар'єри
На чемпіонаті 2003 року вона стартувала у всіх п'яти дисциплінах, але фінішувала тільки у трьох, ставши п'ятою у комбінації і 17-ю в швидкісному спуску. Сезон 2003/04 відзначився трьома перемогами Марії на етапах Кубку світу, при цьому вони були здобуті у різних дисциплінах: швидкісному спуску, супергіганті та слаломі. Це дозволило закінчити сезон на третьому місці у загальному заліку.
Пропустивши наступний чемпіонат, вона не покращила свої результати і на чемпіонаті світу 2007 року.
Після закінчення кар'єри німецьких гірськолижниць Мартіни Ертль-Ренц та Хільде Герг, Марія Ріш стає лідеркою жіночої німецької збірної.
У сезоні 2007/08 Ріш повторює своє досягнення на Кубку світу, здобуваючи третє загальне місце, але разом з цим виграє заліки у комбінації та супергіганті.

### 2009
Сезон 2008/2009 років став одним з найуспішніших у кар'єрі Ріш — вона здобула 5 перемог на етапах Кубку світу, а на чемпіонаті світу у Вал-д'Ізері взяла участь у всіх дисциплінах і стала чемпіонкою у слаломі. Результатами цих виступів стало друге місце у загальному заліку Кубку світу та малий кришталевий глобус у спеціальному слаломі. Ріш стала третьою в опитуванні на визначення найкращої спортсменки Німеччини та найкращою спортсменкою Баварії.

### 2010
На початку сезону Марія Ріш виграє етап зі слалому у фінському Леві, після цього здобуває ще 9 подіумів у різних дисциплінах. Та боротьба у загальному заліку складається важко — Ліндсі Вонн здобуває 8 перемог, з них 5 перемог у швидкісному спуску. Американка йшла на рекордну кількість здобутих перемог у швидкісному спуску поспіль, але Ріш виграє етап у Санкт-Моріці та зупиняє серію своєї суперниці.
На Олімпійські ігри Ріш поїхала у ранзі однієї з найголовніших фавориток змагань. І вона виправдала сподівання своїх уболівальників. Після 8-го місця у швидкісному спуску Ріш здобуває золоту медаль у суперкомбінації. Супергігант знову приніс німкені восьму позицію. Змагання у незручному для себе гігантському слаломі Ріш закінчує на 10 місці. В останньому виді олімпійської програми, спеціальному слаломі, Ріш знову здобуває перемогу і стає дворазовою олімпійською чемпіонкою, єдиною серед гірськолижників на Олімпійських іграх у Ванкувері.

## Гірськолижна спеціалізація
Улюбленою дисципліною для Марії є слалом, у якому вона здобула 6 із 13 перемог на Кубку світу. Але Ріш достатньо сильно виступає і в інших дисциплінах за винятком гігантського слалому. Всі свої кришталеві кубки Ріш виграла у різних дисциплінах.

## Особисте життя
Марія Ріш товаришує зі своєю найголовнішою суперницею на трасі, американкою Ліндсі Вонн, вони разом проводять літні відпустки, а Різдво Ліндсі та її чоловік звичайно проводять у резиденції Марії в Гарміш-Партенкірхені.
Ріш напівпрофесіонально грає в теніс і навіть включена до національного рейтингу тенісисток, а також бере участь у любительських велоперегонах.
Марія Ріш має молодшу сестру, Сюзанну Ріш, яка також є гірськолижницею і бере участь у Кубку світу, спеціалізується у слаломі.

## Результати на Кубку світу

### Кришталеві глобуси
| Сезон | Дисципліна  |
| ----- | ----------- |
| 2008  | Супергігант |
| 2008  | Комбінація  |
| 2009  | Слалом      |

### Виграні етапи
Усього Марія Ріш здобула 13 перемог на етапах Кубку світу (3 — швидкісний спуск, 2 — супергігант, 6 — слалом, 2 — комбінація)
| №  | Дата              | Місце             | Дисципліна       |
| -- | ----------------- | ----------------- | ---------------- |
| 1  | 30 січня 2004     | Хаус ім Енншталь  | швидкісний спуск |
| 2  | 1 лютого 2004     | Хаус ім Енншталь  | супергігант      |
| 3  | 29 лютого 2004    | Леві              | слалом           |
| 4  | 1 грудня 2006     | Лейк Луїз         | швидкісний спуск |
| 5  | 21 січня 2008     | Кортіна-д'Ампеццо | супергігант      |
| 6  | 24 лютого 2008    | Вістлер           | суперкомбінація  |
| 7  | 14 грудня 2008    | Ла Моліна         | слалом           |
| 8  | 29 грудня 2008    | Земмерінг         | слалом           |
| 9  | 4 січня 2009      | Загреб            | слалом           |
| 10 | 11 січня 2009     | Марибор           | слалом           |
| 11 | 20 лютого 2009    | Тарвізіо          | суперкомбінація  |
| 12 | 14 листопада 2009 | Леві              | слалом           |
| 13 | 30 січня 2010     | Санкт-Моріц       | швидкісний спуск |

### Загальні результати за сезонами
| Сезон   | Загальний залік | Швидкісний спуск | Супергігант | Гігантський слалом | Слалом | Комбінація/ суперкомбінація |
| ------- | --------------- | ---------------- | ----------- | ------------------ | ------ | --------------------------- |
| 2000/01 | 109.            | —                | 42.         | —                  | —      | -                           |
| 2001/02 | 96.             | —                | —           | 50.                | 46.    | -                           |
| 2002/03 | 32.             | 14.              | 37.         | 42.                | 40.    | 3.                          |
| 2003/04 | 3.              | 7.               | 5.          | 18.                | 9.     | -                           |
| 2004/05 | 43.             | 27.              | 26.         | 32.                | 44.    | -                           |
| 2005/06 | 69.             | 44.              | 35.         | 49.                | —      | -                           |
| 2006/07 | 14.             | 7.               | 18.         | 22.                | 25.    | 36.                         |
| 2007/08 | 3.              | 9.               | 1.          | 25.                | 8.     | 1.                          |
| 2008/09 | 2.              | 3.               | 10.         | 15.                | 1.     | 4.                          |

## Виступи на чемпіонатах світу та Олімпійських іграх

### Олімпійські ігри
| Змагання      | Слалом | Гігантський слалом | Швидкісний спуск | Супергігант | Суперкомбінація |
| ------------- | ------ | ------------------ | ---------------- | ----------- | --------------- |
| Ванкувер 2010 | 1      | 10                 | 8                | 8           | 1               |

### Чемпіонати світу
| Змагання                 | Слалом | Гігантський слалом | Швидкісний спуск | Супергігант | Суперкомбінація | Команда |
| ------------------------ | ------ | ------------------ | ---------------- | ----------- | --------------- | ------- |
| Санкт-Моріц 2003         | DNF    | DNF                | 17               | DNF         | 5               | —       |
| Аре 2007                 | —      | 23                 | 9                | 10          | 7               | 7       |
| Вал-д'Ізер 2009          | 1      | 28                 | 10               | 8           | 4               | —       |
| Гарміш-Партенкірхен 2011 | 4      | DNF                | 3                | 3           | 11              | —       |